# رود کوزوریو
رودخانه کوزوریو (به لاتین: Kuzuryū River) یک رود در ژاپن است که در استان فوکوئی واقع شده‌است.